# Département Ariège
Das Département de l’Ariège [aˈʀjɛʒ] ist das französische Département mit der Ordnungsnummer 09. Es liegt im Südwesten des Landes in der Region Okzitanien an der Grenze zu Spanien und Andorra und wurde nach dem Fluss Ariège benannt. Der Hauptort des Départements ist Foix.

## Geografie

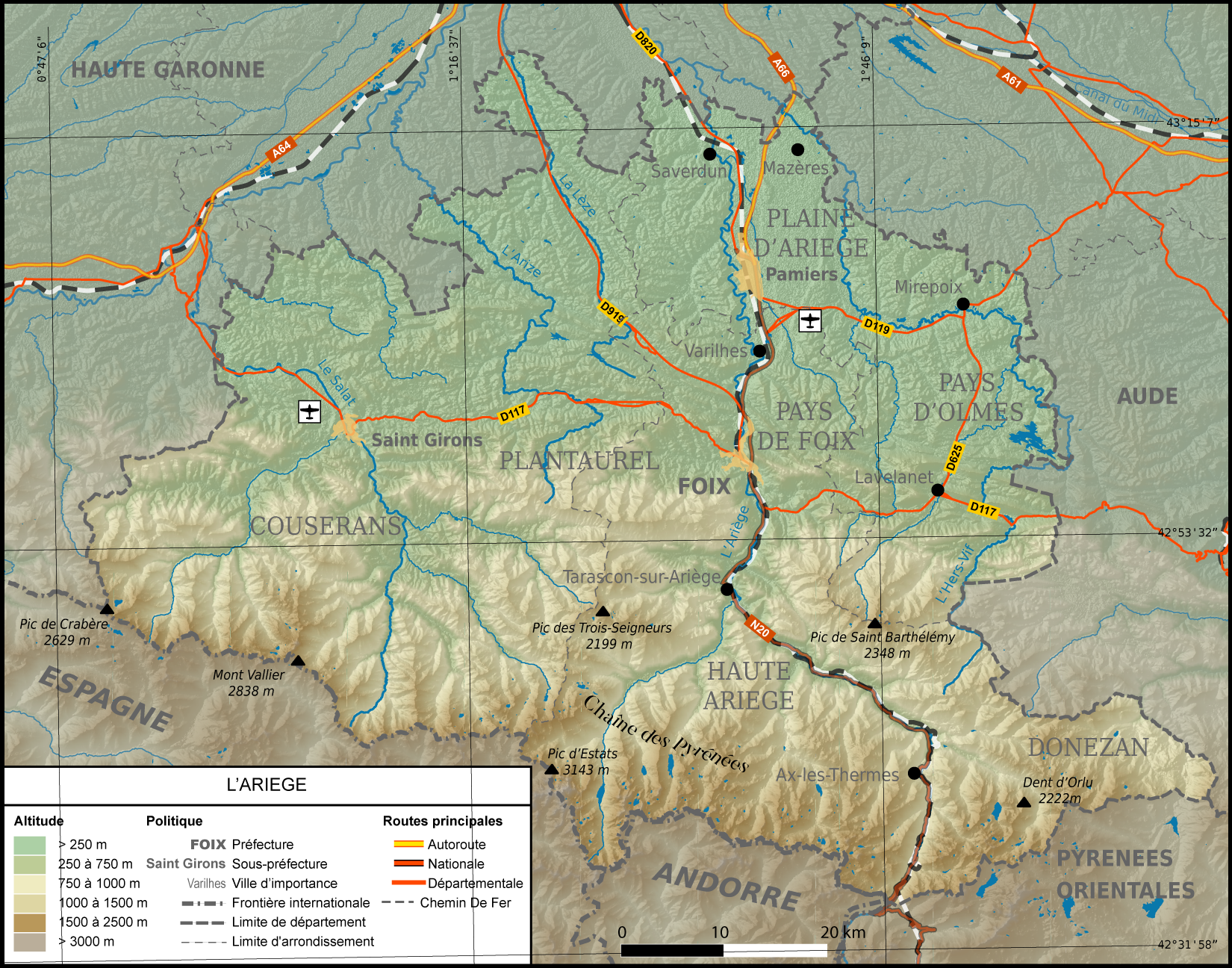
Karte

Das Département Ariège liegt in den Pyrenäen. Sein höchster Berg, der Pica d’Estats, erreicht eine Höhe von 3143 m.
Das Département ist reich an Seen und Flüssen. Vegetation und Tierwelt sind hochgebirgstypisch und denjenigen der Alpen ähnlich.

## Wappen
Beschreibung: In Gold drei rote Pfähle, auf denen ein blauer Wappenschild mit silberner Glocke liegt.

## Geschichte
Das Département Ariège wurde am 4. März 1790 hauptsächlich aus der Grafschaft Foix, der gascognischen Vizegrafschaft Couserans und einem kleinen Teil des Languedoc (um Mirepoix) gebildet. Bei seiner Gründung wurde es in die drei Distrikte Saint-Girons, Mirepoix und Tarascon mit 28 Kantonen eingeteilt, die Verwaltung wurde zwischen den Orten Foix, Pamiers und Saint-Girons aufgeteilt, was 1794 durch die Bestimmung von Foix zum alleinigen Verwaltungssitz abgeschafft wurde. Am 17. Februar 1800 wurden die drei Arrondissements Foix, Pamiers und Saint-Girons durch eine Neuaufteilung der Kantone gebildet. Das am 10. September 1926 abgeschaffte Arrondissement Pamiers wurde am 1. Juni 1942 wieder eingerichtet.
Ariège gehörte von 1960 bis 2015 der Region Midi-Pyrénées an, die 2016 in der Region Okzitanien aufging.

## Verwaltungsgliederung
| Arrondissement     | Kantone | Gemeinden | Einwohner 1. Januar 2022 | Fläche km² | Dichte Einw./km² | Code INSEE |
| ------------------ | ------- | --------- | ------------------------ | ---------- | ---------------- | ---------- |
| Foix               | 6       | 113       | 48.272                   | 1.793,81   | 27               | 091        |
| Pamiers            | 5       | 91        | 66.000                   | 1.076,85   | 61               | 092        |
| Saint-Girons       | 4       | 121       | 41.067                   | 2.019,26   | 20               | 093        |
| Département Ariège | 13      | 325       | 155.339                  | 4.889,92   | 32               | 09         |

Siehe auch:

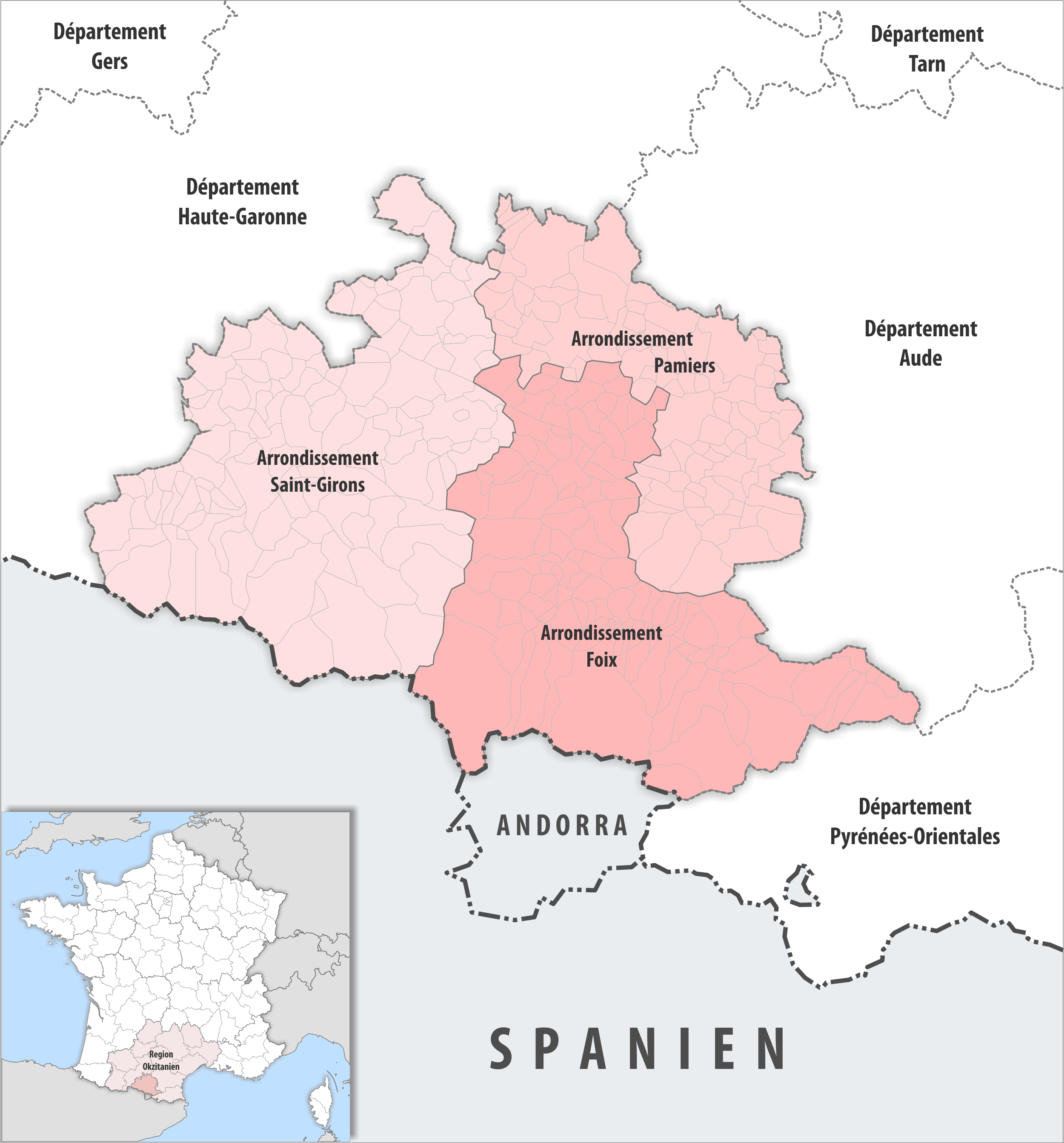
Gemeinden und Arrondissemente im Département Ariège

- Liste der Gemeinden im Département Ariège
- Liste der Kantone im Département Ariège
- Liste der Gemeindeverbände im Département Ariège

## Wirtschaft und Tourismus
Neben dem Tourismus lebt die Region hauptsächlich vom Aluminium, Talkum und Stoffen.
Auch in den Hauptreisezeiten (Winter und Sommer) sind ausreichend Hotels, Gîtes oder Campingplätze vorhanden.
Neben den vielen Vergnügungen in freier Natur und den oben genannten Sehenswürdigkeiten können auch die vielen kleinen Märkte der Städte besucht werden, auf denen Produkte der Region angeboten werden (z. B. in Foix mittwochs und freitags).
Hierbei sind der Käse (z. B. Bethmale), der Honig, die Foie gras und das Cassoulet besonders hervorzuheben.
Weiterhin gibt es in Foix in den Sommermonaten ein durch Laiendarsteller aufgeführtes Schauspiel mit jährlich wechselndem Thema.
Ein Freilufttheater gibt es direkt neben der Burg, die auch u. a. bei einem Feuerwerk mit in die Stücke eingebaut wird.
Man kann auch mehrtägige begleitete Reiterferien buchen. Auf den kleinen Pyrenäenpferden, den Mérens, reitet man durch Wälder und rastet u. a. an den zahlreichen Ruinen. Ein Fahrzeug bringt dann Zelte und Speisen zu verabredeten Plätzen.
In den Sommermonaten finden in vielen Dörfern Feste mit Livemusik und mittelalterliche Märkte statt.
Im September gibt es die fête de Foix mit einem großen Feuerwerk. Hoch über der unbeleuchteten Stadt wird die Burg „in Flammen gesetzt“. Das Echo der einzelnen Raketen wird von den umliegenden Bergen um ein Vielfaches verstärkt.

## Sehenswürdigkeiten
Zahlreiche vor allem mittelalterliche Bauwerke haben sich erhalten – Festungen der Katharer, romanische Kirchen, so genannte Bastidenstädte usw. Weitere Sehenswürdigkeiten sind:
- der Ort Saint-Lizier mit seiner gallorömischen Siedlung und den Kathedralen Saint-Lizier und Notre-Dame-de-la-Sède
- die Burg Foix als Hauptsitz der Grafen von Foix, deren bekanntester Graf Gaston Phebus war.
- die Burg Montségur, welches als letzte Festung der Katharer galt und angeblich eines der Verstecke des heiligen Grals war.
- die Rivière Souterraine in Labouiche, eine befahrbare Wassergrotte.
- die Burg Roquefixade
- der Parc de l'art préhistorique in Tarascon-sur-Ariège
- der Pont de Diable zwischen Foix und Tarascon
- das Dorf Mirepoix mit mittelalterlicher Stadtmauer und bemalten Kaskadengängen und der in einen Fels gegrabenen Kapelle von Vals.
- die Höhlen von Niaux, von Mas d’Azil, von Lombrives, von Bédeilhac und Montesquieu-Avantès (Drei-Brüder-Höhle/Grotte des Trois-Frères).
- die Fontaine de Fontestorbes an den Füßen des Montsegur.
- die Skigebiete Mont d´Olmes, Ax 3 Domaines und Plateau de Beille.
- das Dorf Ax-les-Thermes
- das Dorf Albiès mit dem jährlichen Fischerstechen
- Dolmen von Goudère

## Sport
Hauptsächlich wird von den Einheimischen Rugby gespielt. Neben Radfahren (Ariège nimmt regelmäßig mit spektakulären Bergankünften in den Pyrenäen an der Tour de France teil) wird natürlich auch Fußball gespielt.
Bekanntester „Export“ dürfte der aus Lavelanet stammende Torwart Fabien Barthez sein, der von 1994 bis 2006 im Tor der Equipe tricolore stand.
Neben Wandern, Skilaufen, Wasserskifahren, Kajak und Kanufahren ist das Département auch unter Paraglidern ein Geheimtipp.
Hoch über den Dächern der Hauptstadt Foix kann man auf dem Prat d'Albis in die Lüfte steigen.
Der 18-Loch-Platz des Golf Club de l'Ariége in der Nähe von la Bastide-de-Serou liegt auf einem kleinen Plateau.